# Campionato dell'Italia libera 1944
Il Campionato dell'Italia Libera 1944 fu un torneo calcistico disputatosi nella Puglia liberata dalle forze alleate.

## Scenario
Dopo l'8 settembre 1943 i nazisti occuparono l'Italia settentrionale e diversi calciatori della massima serie italiana si rifugiarono nel Regno del Sud liberato dagli alleati. Grazie anche all'innesto in alcune squadre di questi calciatori rifugiati, si riuscirono pertanto ad organizzare dei tornei calcistici, tra cui la Coppa Puglia che ebbe inizio nel gennaio 1944 e successivamente il Campionato dell'Italia libera, che iniziò ad aprile dello stesso anno.
Il campionato fu vinto dall'U.S. Conversano. La FIGC ha emesso un attestato di riconoscimento alla società per la vittoria ma non ha riconosciuto tale campionato come ufficiale, nonostante le sollecitazioni da parte della giunta comunale di Conversano. Nel 2009 la FIGC ha aperto un'istruttoria per il riconoscimento del titolo, ma questa si è conclusa con esito negativo.

## Risultati

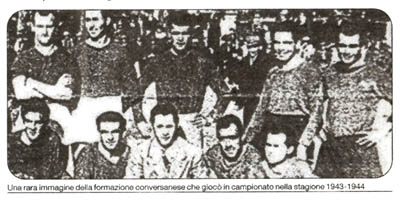
Il Conversano nel campionato 1944

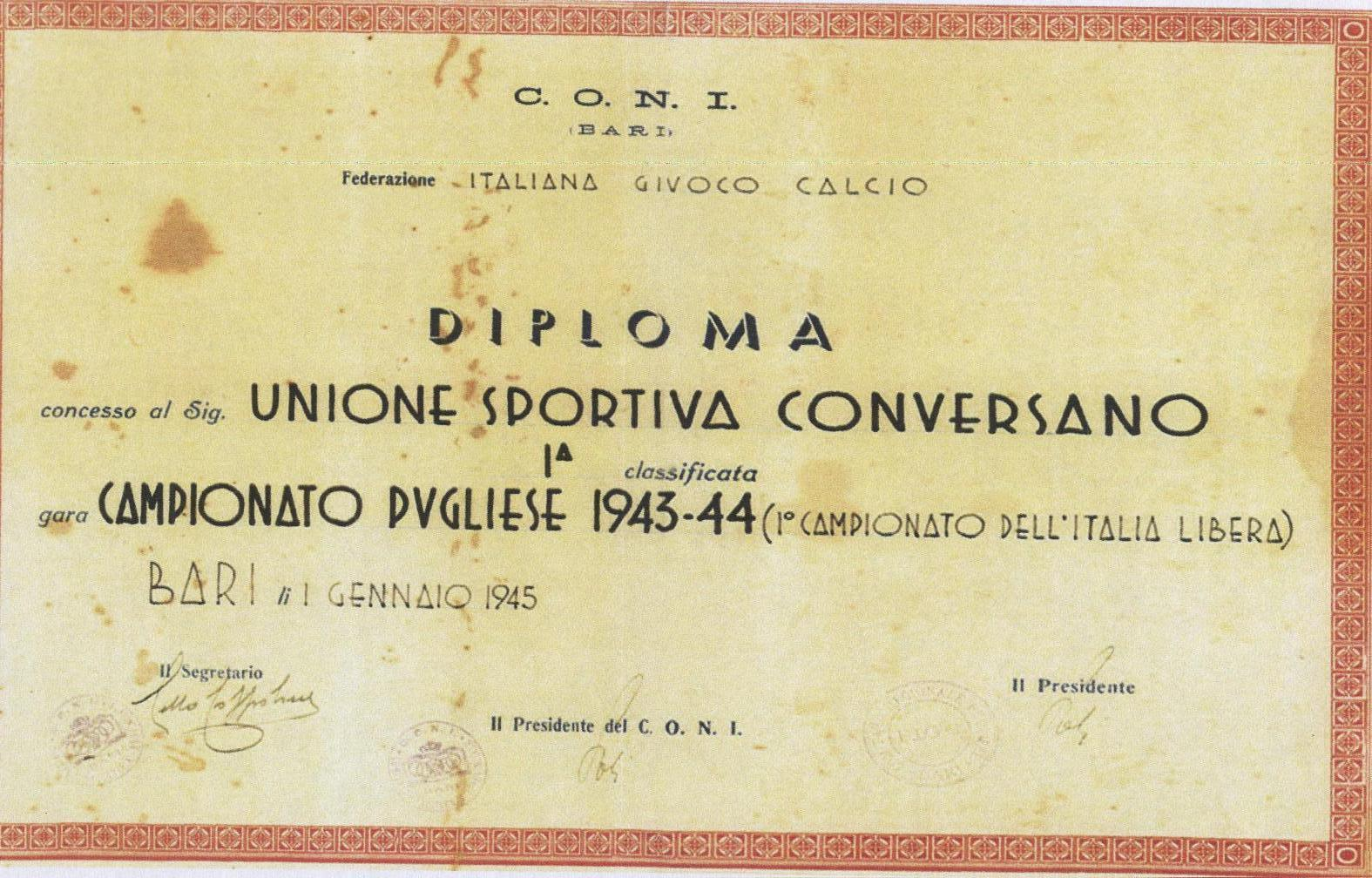
Il diploma consegnato all'U.S. Conversano

Al torneo parteciparono 37 squadre, tutte pugliesi. Esse vennero divise in otto gironi con il criterio della vicinanza geografica, ovviamente per ridurre le spese delle trasferte.
Erano considerate favorite per la vittoria finale il Conversano, nelle cui file c'erano tra gli altri il portiere Leonardo Costagliola, giunto al Sud per sfuggire alla guerra in corso, Onofrio Fusco, Franco Ponzinibio, Renzo Bettini, Alberto Milli, Vincenzo Orlando e Andrea Campana il Rutigliano, che tra le proprie file schierava Francesco Capocasale, Vittorio Dagianti, Mario Silvestrelli, Camillo Fabbri, Teresio Traversa e Lino Begnini, ed il Putignano, nel quale militavano Angelo Bellotto e Severino Cavone.
Dopo la disputa dei gironi eliminatori, furono organizzati due gironi finali, a cui parteciparono le dodici squadre meglio classificate nella prima fase:
- Lecce;
- Presidio, Lecce;
- Brindisi-Miraglia, Brindisi;
- Castellaneta;
- Putignano;
- Divisione Piceno, Fasano;
- Rutigliano;
- Conversano;
- Aquila, Carovigno;
- Liberty, Rutigliano;
- Mola;
- Trepuzzi.

Fu infine disputato un girone a tre con Conversano, Rutigliano e Miraglia, al termine del quale Conversano e Rutigliano giunsero appaiate in testa. La finale, in programma a Barletta il 1º gennaio 1945, non fu disputata per la rinuncia del Rutigliano, e così al Conversano fu assegnata la vittoria per 2-0 a tavolino ed il titolo di vincitrice del campionato.
Formazione campione
- Costagliola, Fusco, Ponzinibio II; Bettini, Mancini, Nespolo; Calabrese, Milli, Catalano; Orlando, Campana.